# Xerocrassa diensis
Xerocrassa diensis is een slakkensoort uit de familie van de Hygromiidae. De soort is endemisch op Kreta.
Xerocrassa diensis werd voor het eerst wetenschappelijk beschreven als Helix diensis door Maltzan (1883).